# Cult (álbum)
Cult es el tercer álbum de estudio de la banda finlandesa Apocalyptica, publicado el 28 de septiembre de 2000. 
Contiene únicamente canciones originales, dos versiones de Metallica y una versión del compositor clásico noruego Edvard Grieg, «In the Hall of  the Mountain King». 
Existen dos ediciones. Primero se publicó un solo CD el 28 de septiembre de 2000, con una duración de 52:50. 
El 6 de abril de 2001 se publicaron dos discos compactos. El primero contiene el mismo material que la edición normal del año anterior.
El segundo CD contiene dos canciones del primer disco, extendidas, que fueron los únicos sencillos del álbum, «Path Vol. 2» (con la cantante alemana Sandra Nasić) y «Hope Vol. 2» (con Matthias Sayer).
El videoclip de este último sencillo contiene imágenes de la película francesa Vidocq: el mito.
Además, el álbum contiene tres canciones interpretadas en un concierto en Múnich, en 2000.

## Canciones

### Edición normal
1. «Path» - 3:06
2. «Struggle» - 3:27
3. «Romance» - 3:27
4. «Pray!» - 4:25
5. «In Memoriam» - 4:42
6. «Hyperventilation» - 4:25
7. «Beyond Time» - 3:58
8. «Hope» - 3:25
9. «Kaamos» - 4:45
10. «Coma» - 6:58
11. «In the Hall of the Mountain King» (versión de Edvard Grieg) - 3:29
12. «Until it Sleeps» (versión de Metallica) - 3:14
13. «Fight Fire With Fire» (versión de Metallica) - 3:25

## Edición especial (CD1)
El mismo contenido que la edición normal.

## Edición especial (CD2)
- «Path Vol. 2» (con Sandra Nasić) - 3:23
- «Hope Vol. 2» (con Matthias Sayer) - 4:01
- «Harmageddon» (en vivo en Múnich, 2000) - 5:02
- «Nothing Else Matters» (en vivo en Múnich, 2000) - 5:19
- «Inquisition Symphony» (en vivo en Múnich, 2000) - 5:11

## Personal
- Eicca Toppinen - Chelo, percusiones y contrabajo.
- Paavo Lötjönen - Chelo.
- Perttu Kivilaakso - Chelo.
- Max Lilja - Chelo.

### Personal adicional
- Hiili Hiilesmaa - Percusiones.
- Sandra Nasić - Voz en «Path Vol. 2».
- Matthias Sayer - Voz en «Hope Vol. 2».